# Cymothoa rotundifrons
Cymothoa rotundifrons är en kräftdjursart som beskrevs av Haller 1880. Cymothoa rotundifrons ingår i släktet Cymothoa och familjen Cymothoidae. Inga underarter finns listade i Catalogue of Life.